# Portet-de-Luchon
Portet-de-Luchon ist eine französische Gemeinde mit 38 Einwohnern (Stand 1. Januar 2022) im Département Haute-Garonne in der Region Okzitanien (zuvor Midi-Pyrénées). Die Einwohner werden als Portetois bezeichnet.

## Geographie
Umgeben wird Portet-de-Luchon von den fünf Nachbargemeinden:
|              | Jurvielle                                   |         |
| Mont         | Kompassrose, die auf Nachbargemeinden zeigt | Poubeau |
| Loudervielle | Garin                                       |         |

## Weblinks

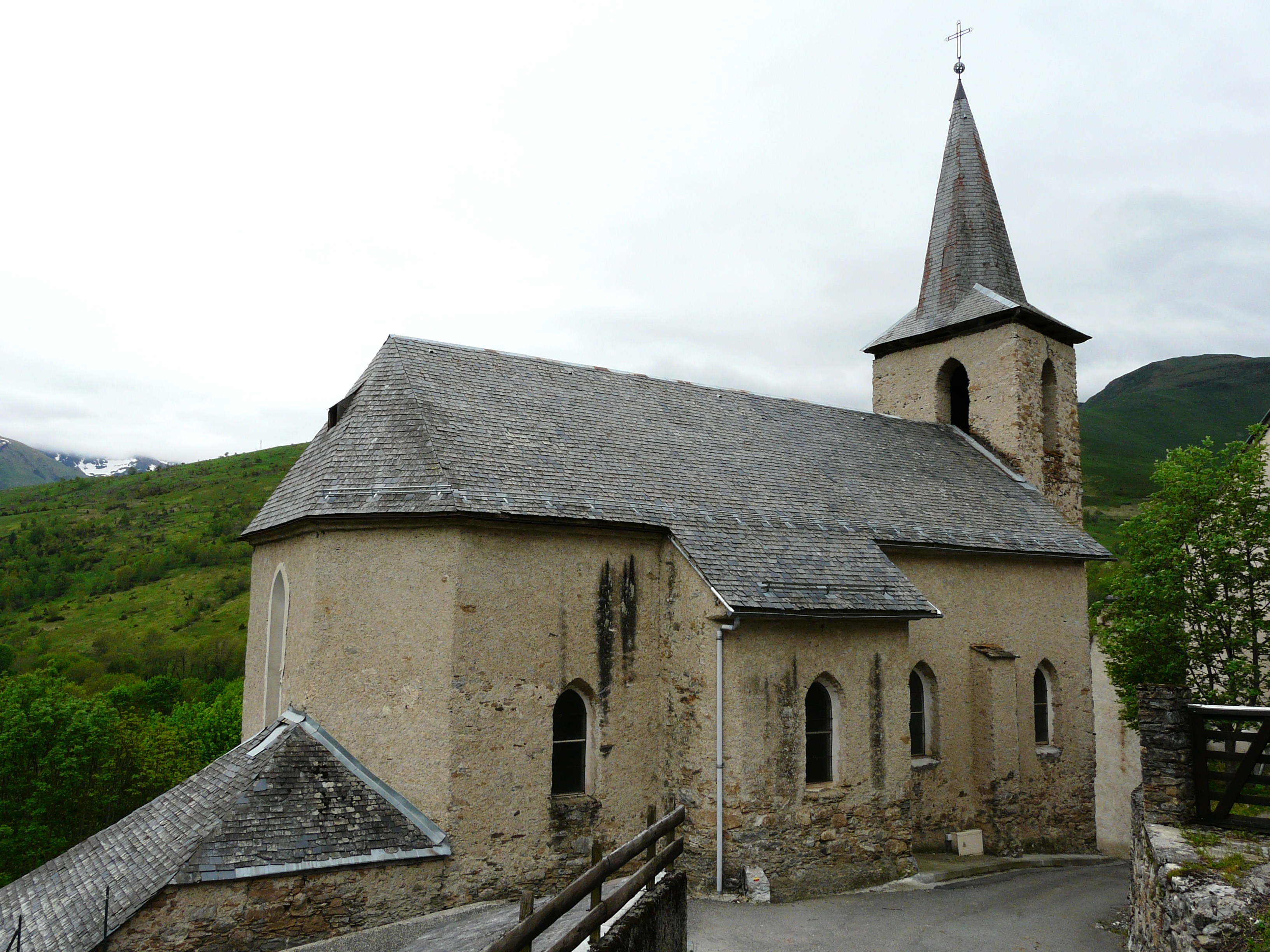
Kirche St-Geniès

## Bevölkerungsentwicklung
| Jahr                       | 1962 | 1968 | 1975 | 1982 | 1990 | 1999 | 2006 | 2013 | 2017 | 2019 |
| -------------------------- | ---- | ---- | ---- | ---- | ---- | ---- | ---- | ---- | ---- | ---- |
| Einwohner                  | 64   | 40   | 45   | 35   | 40   | 32   | 28   | 37   | 39   | 38   |
| Quellen: Cassini und INSEE |      |      |      |      |      |      |      |      |      |      |

## Sehenswürdigkeiten
- Kirche St-Geniès
- Ehemaliges Pfarrhaus, erbaut 1780